# Plastine 3
la plastine 3 est une protéine se liant à l'actine. Son gène est le PLS3 situé sur le chromosome X.

## Rôle
Elle joue un rôle dans la solidité osseuse.
Elle favoriserait la formation et l'allongement des axones lors de l'atrophie spianel musculaire.

## En médecine
Les mutations de ce gène interviendrait dans l'ostéoporose, en particulier dans les formes familiales chez l'homme, liées au chromosome X, et doublerait le risque de fracture chez la femme.